# Raie léopard
Aetobatus narinari · Aigle de mer-léopard
Espèce
Statut de conservation UICN

ENA2bd : En danger
La Raie léopard (Aetobatus narinari) ou Aigle de mer-léopard est une espèce de poissons cartilagineux de la famille des Myliobatidae qui se rencontre dans les zones tropicales et subtropicales.

## Description

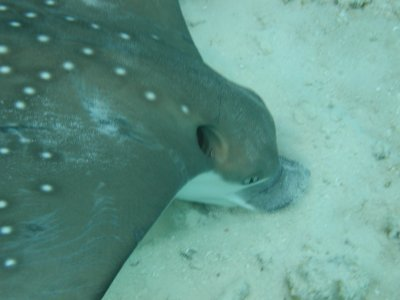
Détail de la tête.

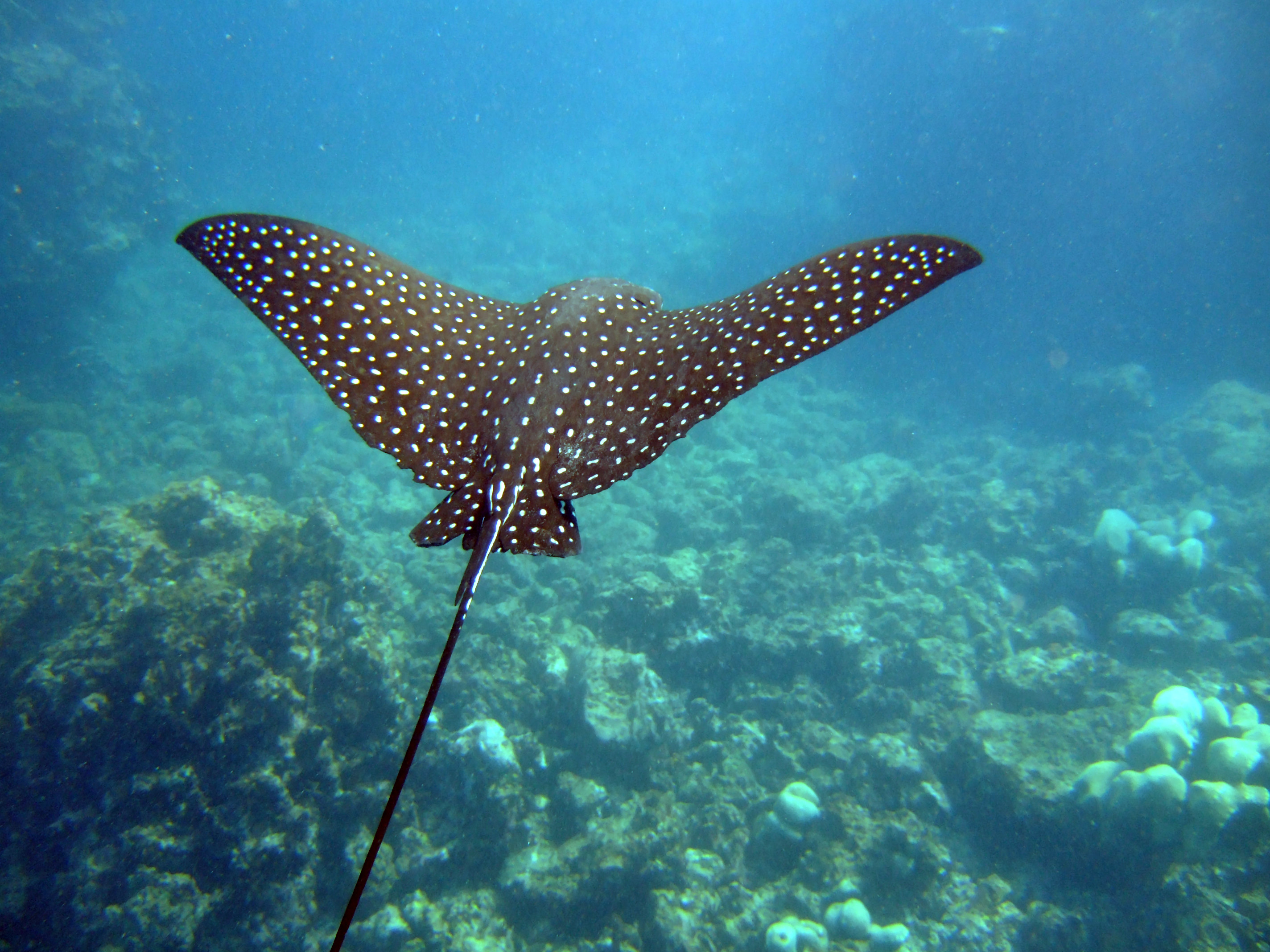
Robe tachetée, sur la face dorsale.

La raie léopard se reconnaît à sa forme caractéristique en losange, par sa couleur gris foncé ou gris bleu, tachetée de points blancs sur le dos, avec un ventre blanc. Ce poisson peut atteindre 3 mètres d'envergure et peser jusqu'à 230 kg ; mais le plus souvent son envergure est de 1 à 2 m. Sa queue, très longue, comporte de une à six épines venimeuses à sa base ; la piqûre peut être très douloureuse (voire mortelle) pour un être humain. Sa tête, très aplatie, s'apparente un peu à un bec de canard. Sa bouche est équipée de robustes dents en plaques qui lui permettent de broyer aisément les coquilles.
Souvent en banc de plusieurs dizaines d'individus (parfois en couple), la raie léopard nage en remuant lentement et avec amplitude ses ailes pectorales ; donnant plus l'impression d'un vol que d'une nage.

## Répartition
Cette espèce fréquente les eaux tropicales du bassin Indo-Pacifique, mer Rouge incluse, à la côte orientale de l'océan Pacifique ainsi que le secteur tropical ouest de l'océan Atlantique.

## Habitat
La raie léopard vit dans les eaux tropicales et subtropicales, dans les baies et les lagons souvent à proximité d'un récif, et dans une profondeur comprise entre la surface et 80 mètres. Elle se pose parfois sur les fonds sableux.

## Alimentation
Petits poissons benthiques, crustacés (crevettes, crabes), annélides et mollusques (poulpes, buccins, bivalves).

## Comportement
Malgré son apparente lenteur d'évolution, la raie léopard possède une capacité d'accélération lui permettant d'échapper à ses prédateurs, tels que le Grand requin-marteau. La raie léopard est très craintive et ne se laisse habituellement pas approcher. Elle utilise sa tête aplatie pour fouiller le sable en utilisant ses organes sensoriels (similaires à ceux des requins) pour localiser ses proies.

## Reproduction
Ovovivipare, de 1 à 10 petits formés de 30 cm, durée de la gestation : 12 mois.
La maturité sexuelle est atteinte vers l'âge de 4 à 6 ans.

## Exploitation

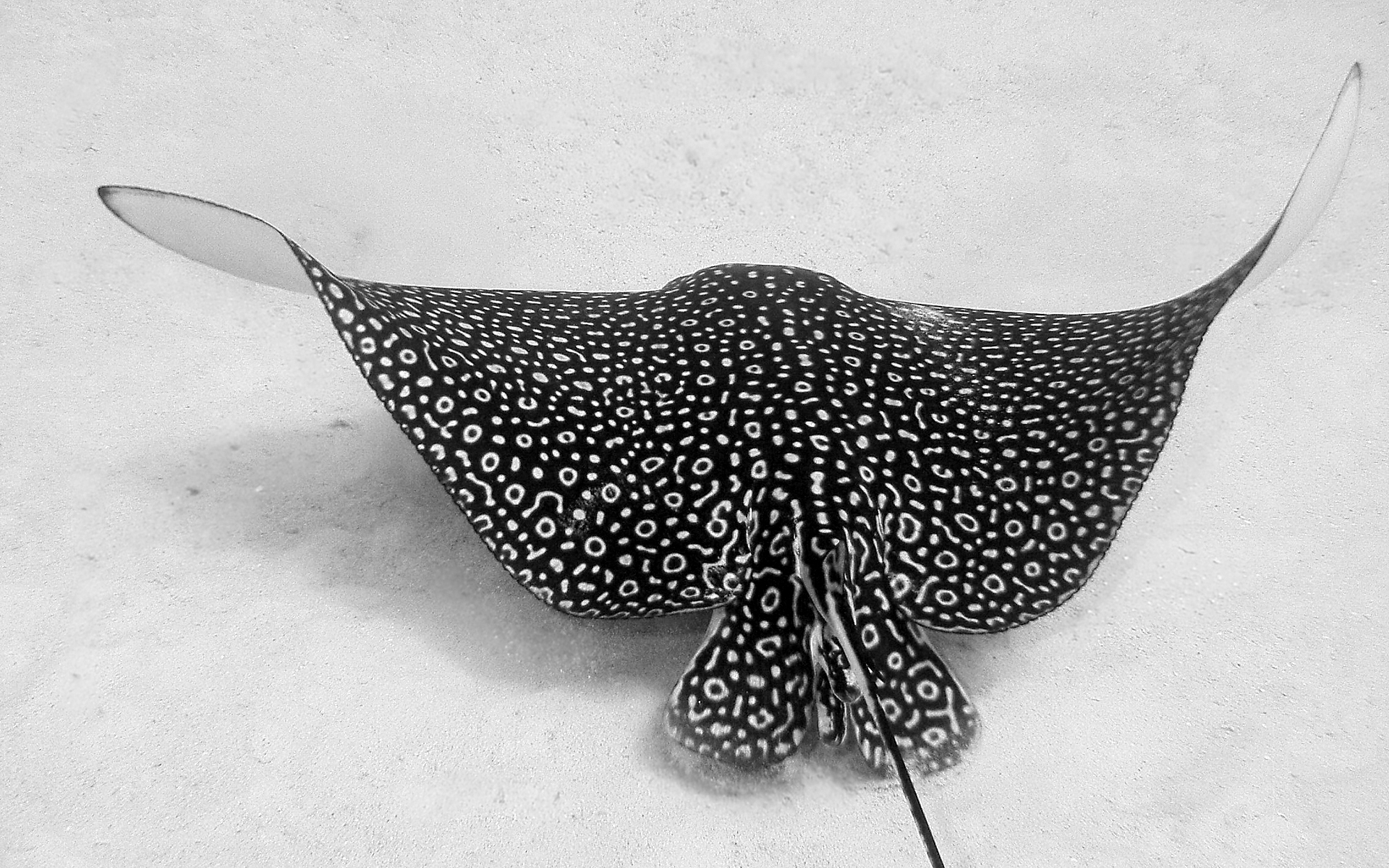
Raie léopard.

Cette raie est peu prisée des pêcheurs commerciaux ; en revanche, elle est très demandée par les aquariums car elle supporte relativement bien la captivité.

## Menaces et conservation
L'UICN (23 janvier 2023) classe l'espèce en catégorie EN (en danger) dans la liste rouge des espèces menacées depuis 2021. Victime (parfois collatérale) de la pêche, la raie léopard a subi un déclin 50 à 79 % de sa population ces 30 dernières années.